# Kristin Pudenz
Kristin Pudenz (født 9. februar 1993) er en tysk diskoskaster. Hun vandt overraskende sølv ved Sommer-OL 2020 i Tokyo og igen ved EM i atletik 2022 i München, hvor hun slog sin egen personlige rekord med 67.87 meter. Hun træner til daglig i SC Potsdam.
Ved Sommer-OL 2024 i Paris blev Pudenz nummer 10 i finalen med 60,38 meter, efter at have kastet 63,45 m i kvalifikationen.